# Takarkori
Takarkori is een abri en archeologische vindplaats in het Acacusgebergte in het zuidwesten van Libië. Tijdens het Holoceen werd de plek tussen 10.170 en 4650 cal BP door mensen bewoond. De site bevatte artefacten waaronder werktuigen van been, stenen werktuigen, houten werktuigen, aardewerk, vezelproducten en gesneden beeldjes. Het is een van de twee sites waar het vroegste bewijs van de verwerking van planten in aardewerk is gevonden, en de eerste vindplaats in de Sahara waar oud DNA kon worden geëxtraheerd, met name van twee begraven individuen. 

## Geografie
De Takarkori-abri ligt in een dal in het Acacusgebergte. Ten westen van de abri ligt de Erg Takarkori, een strook zandduinen. De vallei waarin de abri zich bevindt heet Wadi Takarkori, welke de Algerijnse en Libische Acacus scheidt en tevens het centrale punt is tussen twee bekkens. De abri ligt vlak bij de grens van Libië met Algerije, in de regio Fezzan. Het gebied maakt deel uit van de Libische Woestijn, een deelgebied van de Sahara. Tegenwoordig is het Acacusgebergte hyperaride.

## Klimaat

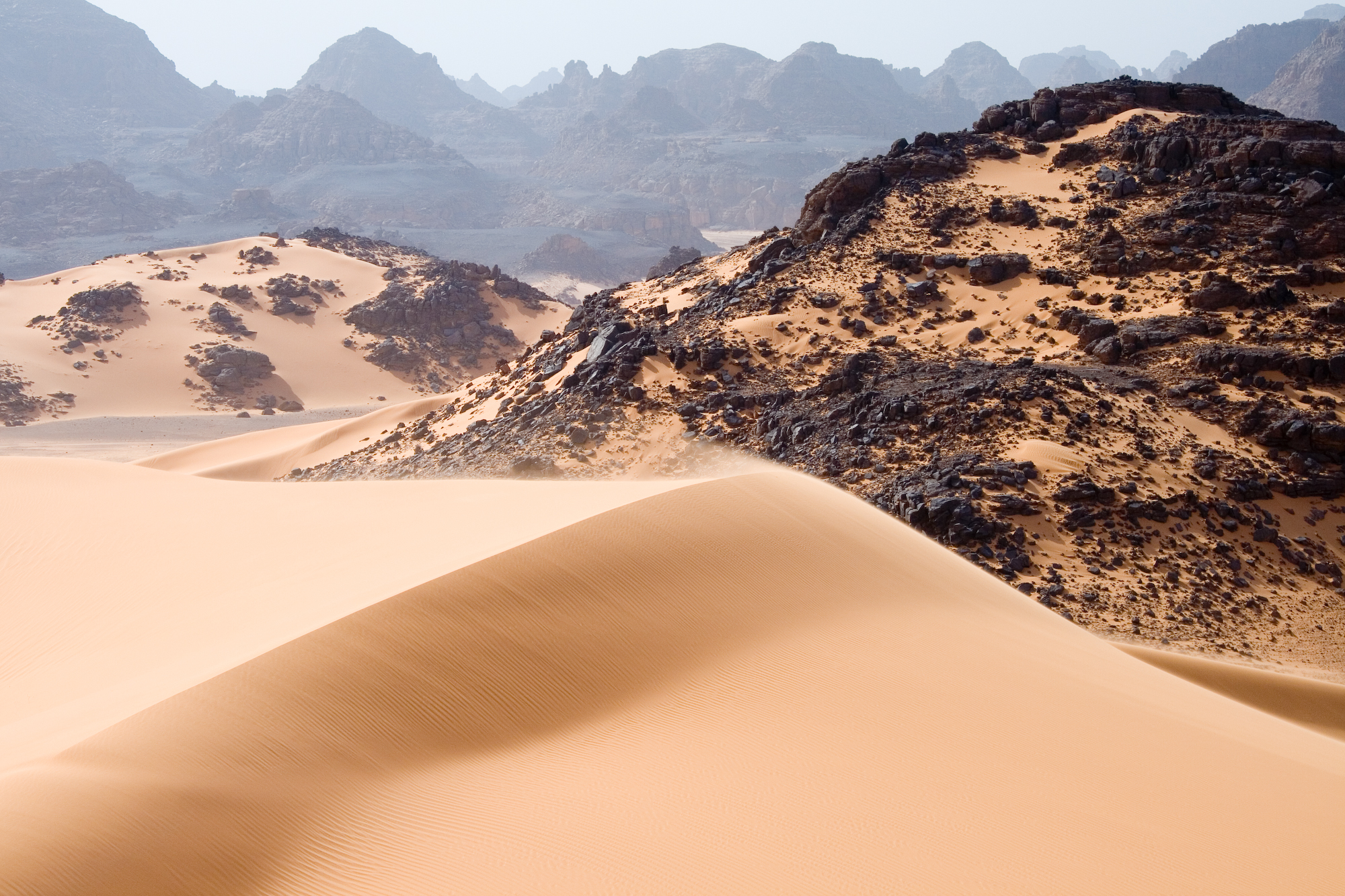
huidige droge omgeving van het Acacusgebergte

Wadi Takarkori had waarschijnlijk stromend water vanaf de late Acacus-periode (8870 - 7400 BP) tot het einde van de midden-pastorale periode (7200 - 5800 BP), met draslanden in de omgeving. De rivier werd Wadi Tanezzuft genoemd en twee belangrijke meren die in de buurt van Takarkori hebben gelegen, waren het Takarkorimeer en Garat Ouda. Deze meren, samen met een reeks andere kleinere meren in de nabijgelegen duinen, herbergden diverse populaties waterflora en -fauna. Een hoge dichtheid aan visresten bij Takarkori die verband houden met deze periode duidt erop dat mensen routinematig in de buurt van de abri aan het vissen waren. Bovendien blijkt uit de aanwezigheid van resten van planten zoals fonteinkruid op potscherven dat mensen in Takarkori ook waterflora verwerkten. 
In de vroege pastorale periode hadden de kleine meren mogelijk te lijden oner klimaatveranderingen. Het Takarkorimeer en Garat Ouda bleven echter bestaan gedurende de midden-pastorale periode en tot ver in de late pastorale periode. Tijdens de late pastorale periode werd de Sahara steeds droger. Dit leidde tot het verdwijnen van beide meren rond 5000 BP. Archeologisch bewijs toont aan dat de hoeveelheid visresten afnam naarmate de droogte in het gebied toenam. Men vermoed dat toen vis minder beschikbaar werd als voedselbron de mensen in Takarkori overgingen op veeteelt. Binnen het pastoralisme veranderden ook de voedselbronnen: herders stapten over van rundvee op kleinere gedomesticeerde dieren. Niettemin blijkt uit een analyse van aardewerk dat er over het algemeen water aanwezig was toen de mensen in Takarkori woonden, zelfs in tijden van relatieve droogte. 

## Perioden van bezetting

### Late Acacus-periode
In de late Acacus-periode (10.200 - 8000 cal BP) werd Takarkori bewoond door jagers en verzamelaars. Deze mensen bleven lange tijd in en rond de abri's en hadden een gevarieerd dieet. Plantenresten op potscherven in de abri duiden erop dat de mensen wilde planten verwerkten. Ook de aanwezigheid van manden met plantenresten uit deze periode ondersteunt het idee dat mensen wilde planten verzamelden en aten. De late Acacus-volkeren jaagden ook op manenschapen en visten. Visgraten zijn de meest voorkomende dierlijke overblijfselen die met deze periode in verband worden gebracht. Vogels en zoogdieren vormden slechts een klein percentage van de vondsten. De late Acacus-periode kan verder worden onderverdeeld in drie subsecties: LA1, LA2 en LA3. In LA1 begon men met het maken van bouwwerken uit steen. Uit analyse van verdichte bodemsedimenten blijkt dat de mensen zich tijdens de LA2-fase mogelijk meer hebben gevestigd. Het aantal haarden nam toe van LA1 tot LA3, en uit LA3 zijn ook een stenen windbreker en een kinderbegrafenis gevonden. 

### Vroege pastorale periode
Tijdens de vroege pastorale periode (8300 - 7300 cal BP) vestigden zich in Takarkori de eerste herders. Hun bewoning van de abri was relatief stabiel. Er zijn verschillende menselijke begrafenissen gedocumenteerd uit de vroege pastorale fase, alle van vrouwen of kinderen. Dit zou kunnen duiden op een matrilineaire samenleving. Hoewel deze mensen een aantal huisdieren hielden, bleven ze vissen en jagen. Vissen zijn de meest voorkomende dierlijke overblijfselen uit deze periode. De vroege herders bleven ook wilde planten in aardewerk bewerken. 

### Midden-pastorale periode
In de midden-pastorale periode (7100 - 5600 cal BP) begonnen de mensen steeds meer afhankelijk te worden van gedomesticeerde dierlijke producten. Dit was de eerste periode met bewijs dat de mensen in dit gebied hun vee melkten. De herders keerden met hun kuddes af en toe terug naar Takarkori. Net als de vroege pastorale herders visten de midden-pastorale herders en verwerkten ze wilde planten in aardewerk. De hoogste dichtheid aan plantenresten in aardewerk dateerde uit deze periode. Meer begrafenissen van jonge mensen en vrouwen werden in verband gebracht met de midden-pastorale fase. Deze individuen waren zeer goed bewaard gebleven, waarbij sommige individuen gedeeltelijk gemummificeerd waren. Het aantal haarden nam in deze fasen niet toe. De verdichting en samenstelling van de sedimenten uit de midden-pastorale-1 laten zien dat er in deze periode hoogstwaarschijnlijk mensen in de abri's leefden. De mestlagen uit de midden-pastorale-2 kunnen echter een indicatie zijn dat de mensen Takarkori in deze tijd niet meer bewoonden, maar het gebruikten als veestal. 

### Late pastorale periode
Tijdens de late pastorale periode (5900 - 4300 cal BP) was de bewoning minder langdurig. Kleinere, mobielere groepen herders gebruikten Takarkori als tijdelijk onderkomen, zoals blijkt uit de lagen mest. Binnen de stratigrafische sequentie was er ook een afname van maalstenen, begravingen en visresten. Er is nog geen bewijs dat de mensen ook in deze periode planten in aardewerk verwerkten. De trend om mensen bij te zetten lijkt eerder te zijn gericht op cairns dan op begravingen. Er is echter ten minste één begrafenis gevonden uit de late pastorale periode. De late pastorale periode viel samen met het einde van de vochtige periode in Afrika. Onderzoekers vermoeden dat woestijnvorming en klimaatverandering in de Sahara ervoor zorgden dat de herders Takarkori uiteindelijk verlieten.

## Archeologie
Er zijn veel archeologische vindplaatsen in het Wadi Takarkori-gebied, waaronder cairns, rotstekeningen en abri's. Het Acacusgebergte is beroemd om zijn rotstekeningen, die zowel petrogliefen als schilderingen bevatten die menselijke en dierlijke figuren afbeelden. De abri's in deze regio zijn al lang bekend vanwege hun stratigrafische opeenvolging. Archeologische vindplaatsen in abri's zijn over het algemeen beter beschermd tegen de barre omstandigheden in de Sahara dan vindplaatsen in de open lucht. Sinds het midden van de 20e eeuw zijn er opgravingen gedaan op sites die vergelijkbaar zijn met de abri van Takarkori. 
De abri van Takarkori is door meerdere archeologische teams onderzocht. Met name Stefano Biagetti en Savino di Lernia hebben Takarkori in 2003, 2004 en 2006 gedurende meerdere veldseizoenen opgegraven als onderdeel van het Wadi Takarkori-project. Recenter werk van Julie Dunne en Stefania Vai en hun teams leidde respectievelijk tot nieuwe ontdekkingen op het gebied van plantenverwerking en oud DNA. Sedimentafzettingen in de abri bevatten bewijs dat mensen de abri duizenden jaren hebben bewoond en geleidelijk hun voedselvoorzieningen hebben veranderd. 
Tijdens het Holoceen in Noord-Afrika begonnen mensen over het algemeen over te stappen van jagen en verzamelen naar veeteelt. Takarkori is een van de weinige locaties die over een gedetailleerde stratigrafie beschikt om bewijs voor deze overgang in het archeologische archief te bewaren. De besloten omgeving en de droogte van de site hebben er bovendien voor gezorgd dat er een hoge dichtheid aan biologische resten bewaard is gebleven, waaronder flora, fauna en menselijke resten. De vier archeologische perioden waarin mensen Takarkori bewoonden zijn de late Acacus-periode, de vroege pastorale periode, de midden-pastorale periode en de late pastorale periode. 

### Manden
Er zijn allerlei artefacten gevonden in de abri, waaronder verschillende soorten gereedschap, aardewerk en manden. Ook werden er diverse artefacten gevonden in en rond het grafgebied achter de abri. Tot deze artefacten behoorden een dierenbeeldje, een kralenkopkapje van struisvogeleieren en een ketting. 
De aanwezigheid van manden en geweven goederen op de vindplaats is uniek, aangezien vezels doorgaans niet goed bewaard blijven. Deze resten tonen minstens acht verschillende technieken, die echter allemaal gevlochten zijn. Vlechten is een proces waarbij strengen horizontaal door vaste verticale strengen worden bewogen. De meeste gevlochten goederen waren gemaakt van plantenstengels en -vezels, hoewel sommige ook dierlijke vezels bevatten. Het merendeel van de restanten van de mand dateren uit de late Acacus-periode en zijn mogelijk gebruikt om wilde planten te verzamelen. 

### Aardewerk
In Takarkori is een grote verscheidenheid aan aardewerk gevonden. Aardewerk dateert uit het begin van de late Acacus en stamt uit de tijd dat aardewerk in de Libische woestijn werd geïntroduceerd. Dit duidt erop dat de jagers-verzamelaars in Takarkori mogelijk tot de eerste mensen in de regio behoorden die aardewerk gebruikten. Er werd een aardewerkanalyse uitgevoerd met behulp van de methodologie van Caneva. De oppervlaktekleuren zijn voor elke periode van bewoning anders, wat verschillende verwarmings- en afkoelingsprocessen laat zien. Er zijn vijf verschillende massa's aanwezig, van grof tot fijn. Grovere massa's en dikkere wanden komen voor in eerdere fasen van bewoning, terwijl fijnere massa's en dunnere wanden voorkomen in latere fasen. Er zijn twee hoofdtypen decoraties: ingedrukt en ingekerfd. Het is waarschijnlijk dat individuele families hun eigen aardewerk vervaardigden met grondstoffen die ze uit de omgeving haalden.

### Kleurstoffen
Mogelijk zijn er in de abri kleurstoffen verwerkt om muurschilderingen in de Acacus te produceren. Verschillende onderste en bovenste maalstenen uit de abri hebben pigmentvlekken in verschillende kleuren, waaronder rood en geel. De meeste van deze stenen dateren uit de eerste fasen van bewoning. Andere soorten artefacten met pigment die in Takarkori zijn gevonden, zijn onder meer afslagen en stenen werktuigen, benen werktuigen, aardewerk en een houten stok. Eén gebroken kiezelsteen vertoonde tekenen van beschildering, en er waren slecht bewaarde zoömorfische pictogrammen op de rotsen in de schuilplaats aanwezig. 

### Planten
Takarkori en Uan Afuda hebben potscherven opgeleverd met het vroegste bewijs van verwerkte plantenresten ter wereld. De plantenresten die in de potten zijn aangetroffen, komen overeen met de flora die tijdens het Holoceen in de Sahara aanwezig was. Het gaat om zowel terrestrische als aquatische soorten. Deze overblijfselen dateren uit 10.200 - 8.400 BP en vallen samen met de periode waarin mensen in Takarkori jaagden en verzamelden. 
Er zijn echter ook aanwijzingen dat herdersvolkeren in Takarkori wilde planten in kookpotten bleven verwerken, zelfs nadat er gedomesticeerde dieren waren geïntroduceerd. Er werden potscherven met plantenresten aangetroffen in stratigrafische lagen die samenvielen met de late Acacus-periode, de vroege pastorale periode en de midden-pastorale periode. Het merendeel van de aangetroffen potscherven stamt uit de midden-pastorale periode. Uit de kookpotten werden zowel dierlijke als plantaardige resten gehaald, maar in Takarkori bevatte meer dan de helft van de potscherven plantenresten. Enkele van de gevonden plantensoorten zijn onder meer de waterplanten lisdodde en fonteinkruid. Ook zijn veel plantenresten gevonden zonder relatie met aardewerk.

## Oud DNA
15 begrafenissen zijn gevonden van vrouwen, jongeren en kinderen die allemaal uit hetzelfde gebied afkomstig waren. In de omliggende wadi werden nog meer begrafenissen aangetroffen. Bij de begrafenissen in Takarkori bevond het merendeel zich dicht bij elkaar, diep in de abri. De meeste begrafenissen dateren uit de vroege pastorale periode, hoewel de best bewaarde individuen dateren uit de midden-pastorale periode.
Bij twee personen uit deze periode was weefsel gemummificeerd, waardoor archeologen het eerste oude DNA uit de Sahara konden analyseren. Eerder onderzoek naar oud DNA uit de Sahara was niet succesvol vanwege de slechte conservering. De resultaten van de oude DNA-monsters laten zien dat de twee vrouwen identieke haplotypes hebben van basale haplogroep N. Deze haplogroep was voorheen niet eerder gezien in Sub-Saharaans Afrika. Onderzoekers veronderstelden dat deze genetische lijn afkomstig zou kunnen zijn uit West-Azië, mogelijk samen met herders en veehouderijpraktijken tienduizenden jaren geleden. De individuen in Takarkori werden ook geanalyseerd met behulp van een isotopenanalyse. De verkregen gegevens ondersteunden het beeld dat de in de abri begraven mensen afkomstig waren uit hetzelfde geografische gebied. 